# Leon Kauczor
Leon Kauczor (ur. 11 kwietnia 1910 w Strzeleczkach, zm. 1981) – nauczyciel muzyki i kompozytor. Skomponował muzykę do "Pieśni Kwidzyniaków". Był nauczycielem w polskich szkołach w przedwojennych Niemczech m.in. w Stanclewie oraz Polskiego gimnazjum w Kwidzynie.